# Mitsubishi Carisma
La Mitsubishi Carisma è un'autovettura prodotta dalla casa automobilistica giapponese Mitsubishi Motors dal 1995 al 2004.

## Il contesto
La prima serie dell'auto veniva prodotta nei Paesi Bassi nella fabbrica già di proprietà DAF unitamente alla Volvo S40 e alla Mitsubishi Space Star con cui condivideva la piattaforma. 

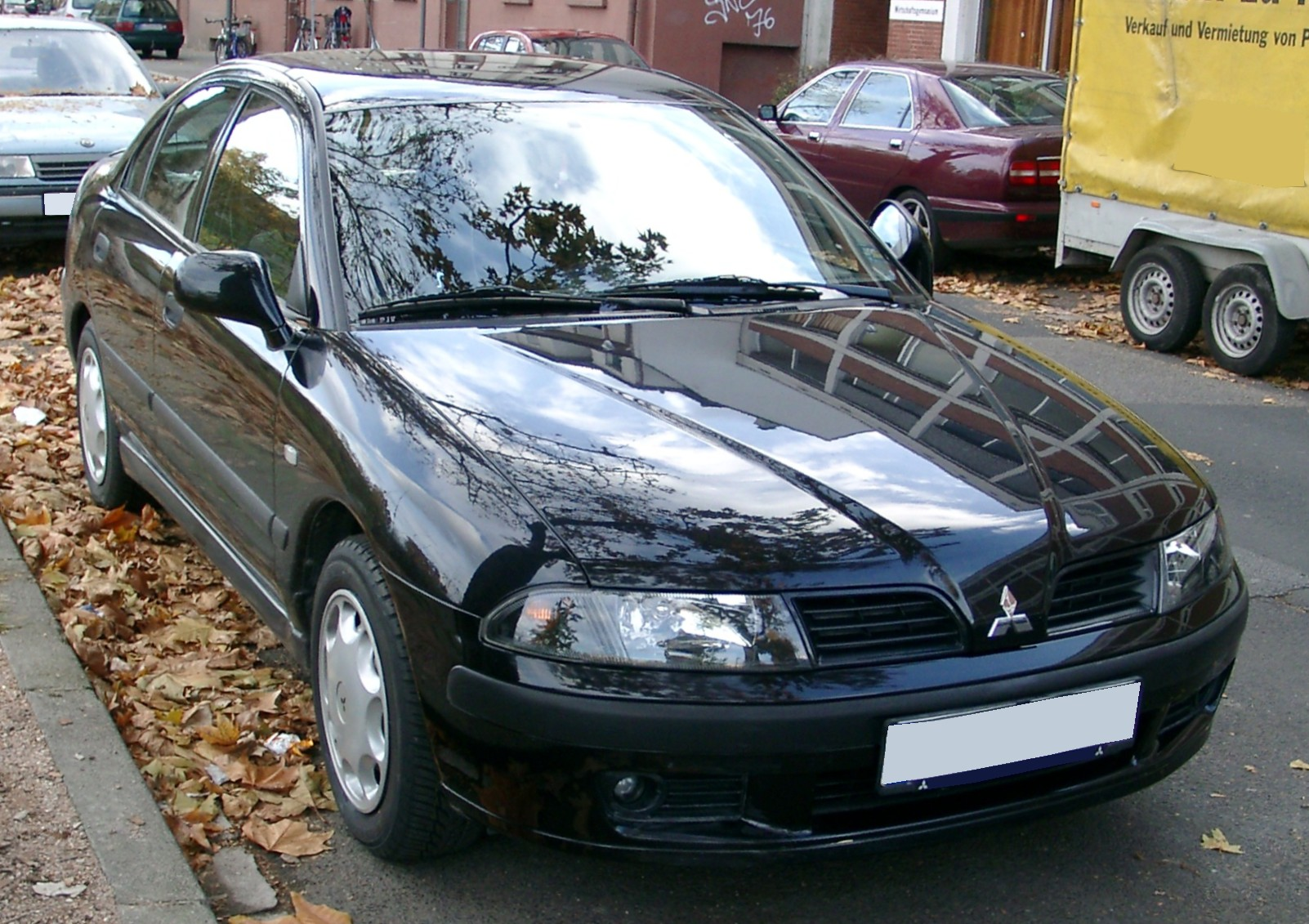
Mitsubishi Carisma II

Nel 1999 è stata presentata la seconda serie che, nel 2001 è stata sottoposta ai crash test dell'Euro NCAP ottenendo il risultato di 3 stelle.
È uscita di produzione nel 2004 sostituita nel catalogo Mitsubishi dalla Mitsubishi Lancer.